# サーム級フリゲート
サーム級フリゲート（英語: Saam-class frigate）は、イラン海軍のフリゲートの艦級。イギリスのヴォスパー社のMk.5フリゲートの設計を採用している。
発注当初は駆逐艦と称されており、就役当初は護衛駆逐艦の艦種記号が付されていた。また艦名はいずれもシャー・ナーメの主要登場人物に由来していたが、イラン革命後には山岳名に改称された。このため、本級を改称後の艦名からアルヴァンド級フリゲート（英語: Alvand-class frigate）と呼ぶこともある。

## 来歴
イギリスのヴォスパー社 (Vosper & Company) は、旧イギリス植民地を含む開発途上国への艦船輸出事業に乗り出しており、1960年8月には政府から後援を受けるための交渉に着手していた。フリゲート・コルベットとして最初に市場に投入されたヴォスパーMk.1コルベットは、ガーナ海軍 (Ghana Navy) のクロマンツェ級およびリビア海軍「トブルク」として計3隻が建造され、1964年から1966年にかけて順次に就役した。またこれと並行して、ガスタービンエンジンを導入した高速のフリゲートの開発が進められており、後にこちらに軸足を移していくことになった。
帝政イラン海軍はペルシア湾で最有力の海軍力であり、1960年代初頭からはアメリカ合衆国およびイギリスを主体とする西側諸国からの援助を受けて、海軍力の整備を進めていた。この一環として、1966年8月25日、イランはヴォスパー社にMk.5フリゲート4隻を発注した。これによって建造されたのが本級である。

## 設計
上記の経緯より、本級はヴォスパーMk.5フリゲートの設計を採用している。当時、海軍本部の内部規則に準拠した設計では必要以上の耐衝撃性となっていると判断されたことから、本級の設計にあたっては、慎重な検討による耐衝撃性の最適化が図られており、当時の西側諸国海軍よりもやや脆弱な構造となっている。これにより、建造価格は2/3に低減された。また自動化やユニット化の推進により省力化も図られている。上部構造物はアルミニウム合金製となっている。艦内には空調が施された。なお減揺装置として、隠顕式のフィンスタビライザーが装備された。
主機としては、16気筒のパクスマン ヴェンチュラディーゼルエンジンとロールス・ロイス オリンパスTM3AガスタービンエンジンをCODOG方式で組み合わせて、KaMeWa社製の可変ピッチ・プロペラを駆動する方式とされた。主機は遠隔操縦方式とされている。なお、上記の構造規格のダウングレードとあわせて、水中放射雑音低減のための主機の防振防音支持措置もダウングレードされた。

## 装備
本級は、1,250トンという排水量に比して、極めて重武装の艦となった。
レーダーとしては、対空・対水上捜索用にプレッシーAWS-1、火器管制にコントラヴェス社製のシーハンターRTN-10Xを搭載した。またソナーとしては、捜索用に174型、目標捕捉用に170型を搭載しており、高速時の抵抗低減のため、ソナードームは隠顕式とされた。
艦砲としては、前期建造艦2隻では45口径114mm連装砲（Mk.5 4.5インチ砲）を搭載したが、後期建造艦2隻では55口径114mm単装速射砲（Mk.8 4.5インチ砲）に変更され、前期建造艦でも1975年から1977年にかけての改修で同様に換装された。また艦尾に90口径35mm連装機銃（エリコン-ビュールレGDM-A）を搭載したほか、対空兵器として、船首楼甲板前端部にシーキャット個艦防空ミサイルの3連装発射機が搭載されたが、こちらは1988年にソビエト連邦製の80口径23mm連装機銃に換装され、1991年頃からは更に85口径20mm単装機銃（GAM-B01）へと換装された。
対艦兵器としてはイタリア製のシーキラー艦対艦ミサイルを採用し、艦尾甲板に箱型・旋回式の4連装発射機を設置した。なおこのミサイルは、イラン以外では採用されなかった。その後、1996年から1998年にかけて、中国製のC-802の連装発射筒2基に換装された。また対潜兵器としてはリンボー対潜迫撃砲を採用したが、2001年頃より短魚雷発射管に換装された。これは退役したバーブル級（旧米サムナー級）からの流用品である可能性が指摘されている。

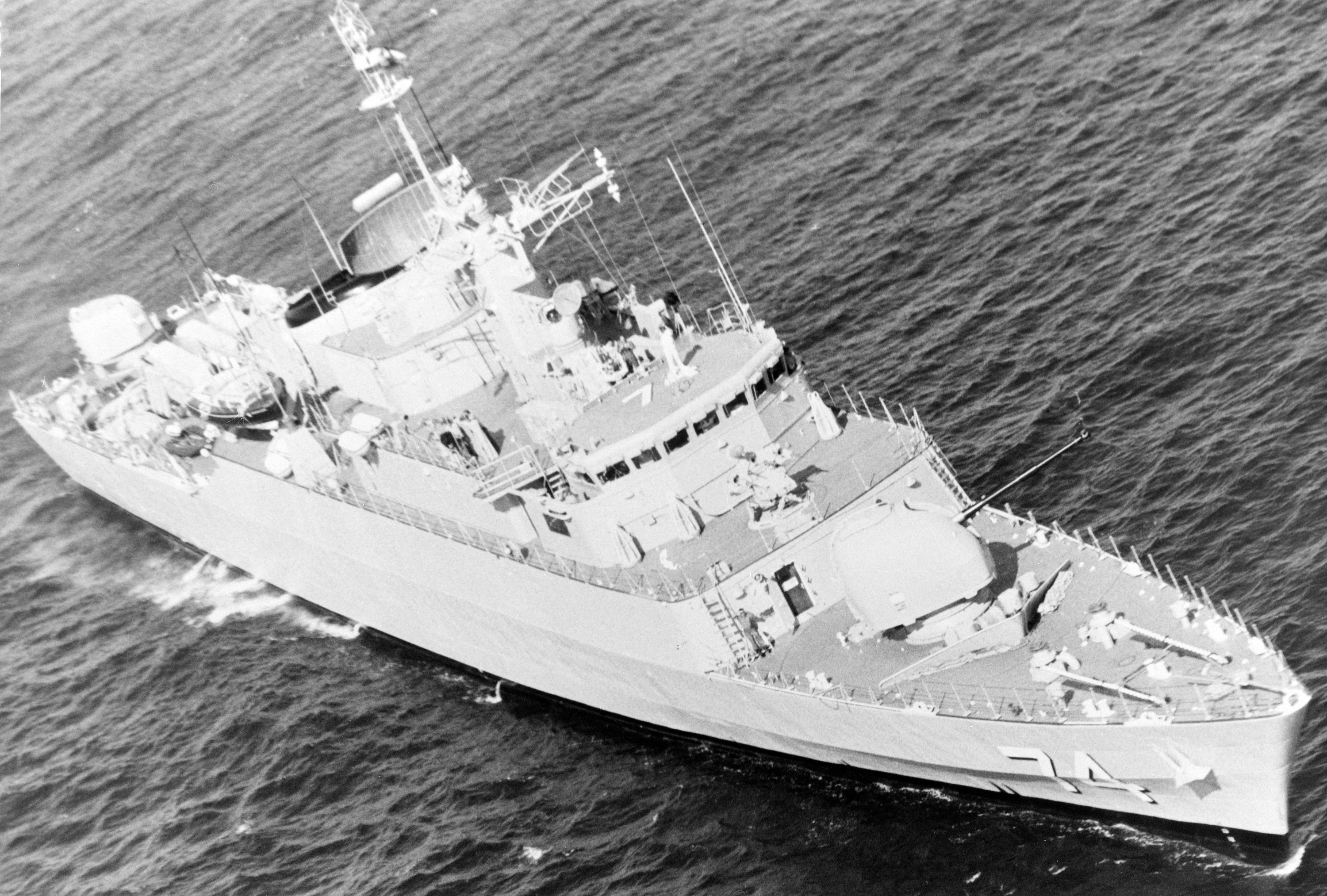
1977年の艦影（艦首側）
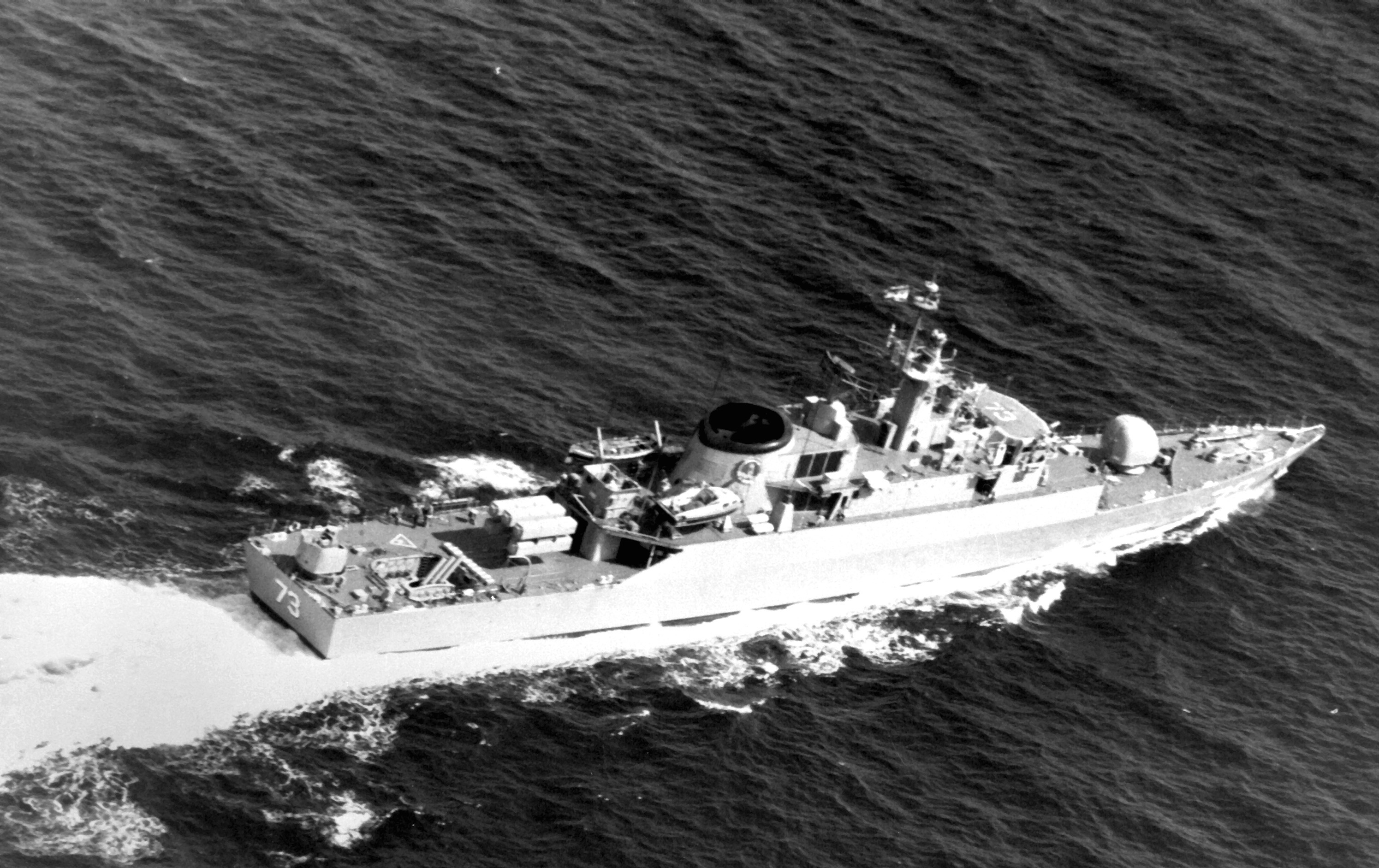
1977年の艦影（艦尾側）

## 同型艦

### 一覧表
| イラン帝国 | イラン帝国            | イラン帝国 | イラン帝国 | イラン・イスラム共和国 | イラン・イスラム共和国 | イラン・イスラム共和国 |
| #          | 艦名                  | 起工       | 就役       | #                      | 艦名                   | 備考                   |
| ---------- | --------------------- | ---------- | ---------- | ---------------------- | ---------------------- | ---------------------- |
| DE 12      | サーム Saam           | 1967年5月  | 1971年5月  | 71                     | アルヴァンド Alvand    | 就役中                 |
| DE 14      | ザール Zaal           | 1968年3月  | 1971年3月  | 72                     | アルボルズ Alborz      | 就役中                 |
| DE 16      | ラスタン Rostam       | 1967年12月 | 1972年6月  | 73                     | サバラーン Sabalan     | 就役中                 |
| DE 18      | ファラマーズ Faramarz | 1968年7月  | 1972年2月  | 74                     | サハンド Sahand        | 1988年4月18日戦没      |

### 運用史
本級の3・4番艦である「サバラーン」および「サハンド」は、1988年4月14日にアメリカ軍が行なったプレイング・マンティス作戦において、米海軍と交戦している。この交戦で、米空母「エンタープライズ」から発進した艦載機の攻撃で「サハンド」は撃沈され、「サバラーン」も大破した。「サバラーン」の修理は1989年中に完了したとされているが、速力面で大きな制約が残っているとみられている。
2020年、2番艦アルボウズが「新型の国産戦闘システム」を装備したと報じられた。